# 圣塞巴斯蒂昂-杜温布泽鲁
圣塞巴斯蒂昂-杜温布泽鲁是巴西帕拉伊巴州的一个市镇。总面积460.569平方公里，总人口3000人，人口密度6.5人/平方公里。